# Gifgasaanval op Halabja

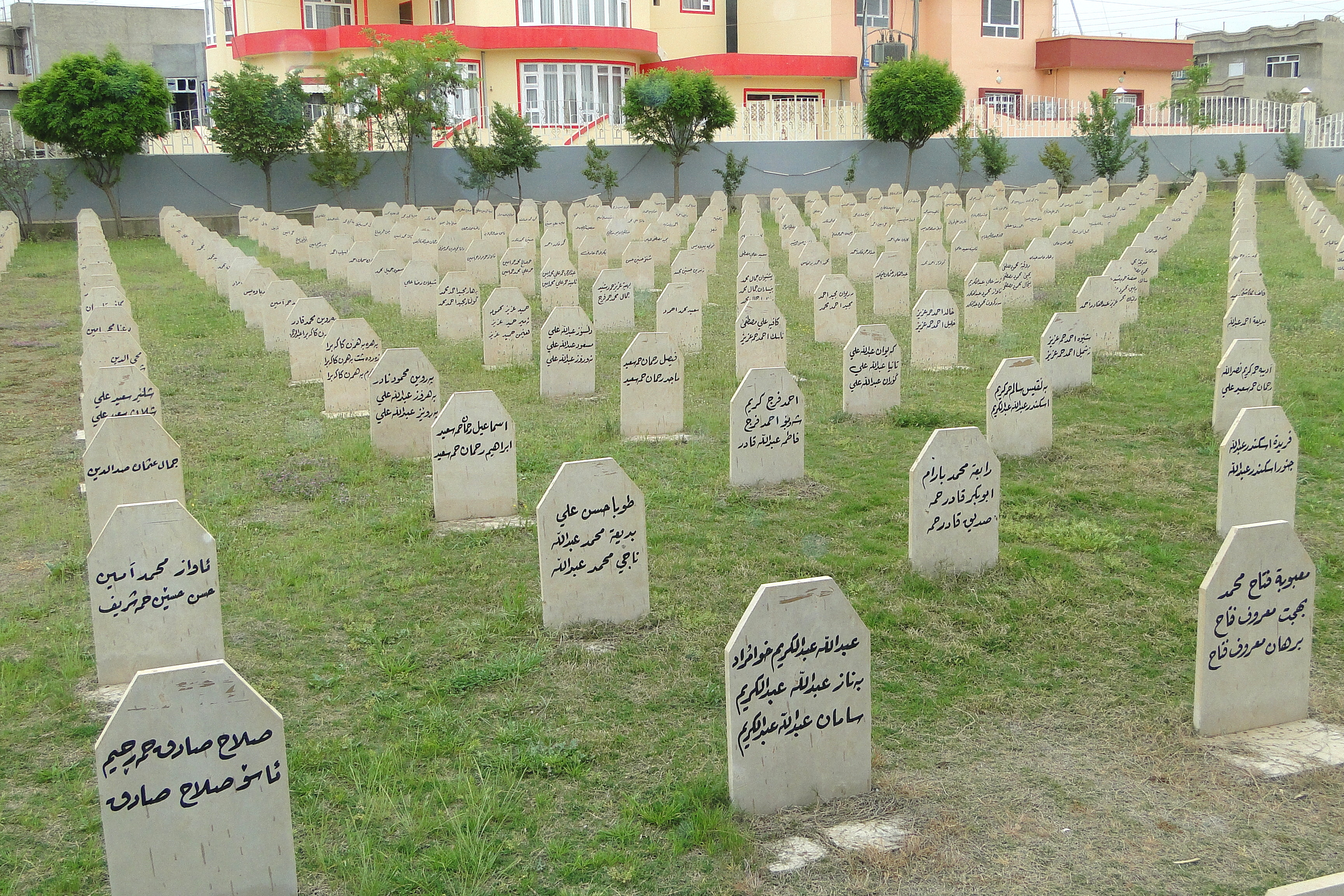
Graven

De gifgasaanval op Halabja was een reeks bombardementen van 15 tot 19 maart 1988 waarbij het Iraakse leger in opdracht van Saddam Hoessein op grote schaal gifgas over de stad Halabja deed neerkomen. De aanvallen vonden plaats tijdens de Irak-Iranoorlog en kostten zo'n 5000 inwoners het leven.
De stad werd op dat moment gecontroleerd door Iraanse legereenheden en Iraaks-Koerdische opstandelingen. De stad werd voor de gifgasaanval al bestookt door regeringstroepen met mortieren en raketten.
Volgens ooggetuigen waren er zo'n 14 bombardementen, met elke keer zeven tot acht vliegtuigen. De bommen resulteerden in wolken tot zo'n 50 meter hoog, die "wit, zwart en toen geel kleurden". Veel gewonden werden overgebracht naar Iraanse ziekenhuizen.
De ingezette gifgassen waren waarschijnlijk sarin, mosterdgas, tabun en VX.
Deze gifgassen zijn vermoedelijk geleverd door westerse landen. De Nederlander Frans van Anraat is op 23 december 2005 door de rechtbank in Den Haag veroordeeld voor het leveren van de grondstoffen voor het gifgas.
De Iraakse minister van defensie Ali Hassan al-Majid verkreeg door deze aanval de bijnaam Ali Chemicali. Voor deze daden werd hij in januari 2010 ter dood veroordeeld en op de 25e van dezelfde maand geëxecuteerd.
Op 3 maart 2007 verscheen de voormalige minister van buitenlandse zaken van Irak, Tariq Aziz, voor een speciaal tribunaal. Hij getuigde in het proces tegen degenen die ervan verdacht worden in 1988 de aanval op Halabja te hebben uitgevoerd. Tariq Aziz verklaarde dat de aanval niet door Irak maar door Iran was uitgevoerd.